# Xã Keithsburg, Quận Mercer, Illinois
Xã Keithsburg (tiếng Anh: Keithsburg Township) là một xã thuộc quận Mercer, tiểu bang Illinois, Hoa Kỳ. Năm 2010, dân số của xã này là 687 người.